# Rambla de santa Anna (Alt Millars)
La rambla de santa Anna és un curs d'aigua intermitent de la conca mediterrània de la península Ibèrica que naix a la partida del Pellejero de Sucaina, en ajuntar-se els barrancs del Carro i de Sant Bartomeu.
Durant el seu recorregut no passa a la vora de cap poble, però sí per moltes masies, la majoria de les quals estan abandonades. Després de visitar els termes de la mateixa Sucaina, Lludient (en diverses ocasions), Cirat, Torre-xiva i Toga, desemboca al riu Vilafermosa a la localitat de Lludient.
A banda d'aquesta denominació, s'anomena també El Barranco, Barranco de l'Ambre i Rambla Gabit.